# Typhlodromips helanensis
Typhlodromips helanensis är en spindeldjursart som först beskrevs av Wu och Lan 1991.  Typhlodromips helanensis ingår i släktet Typhlodromips och familjen Phytoseiidae. Inga underarter finns listade i Catalogue of Life.